# Lilly Singh

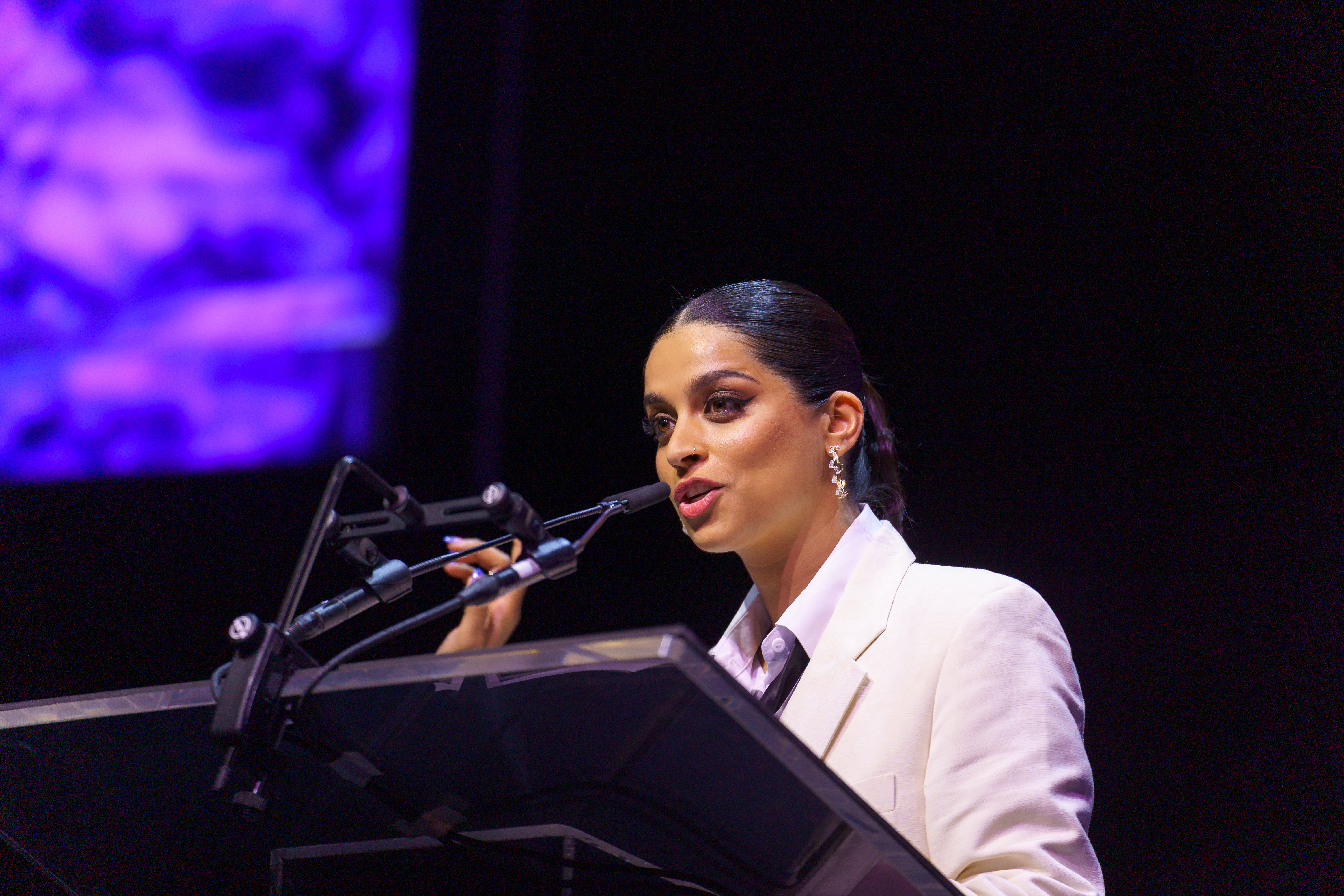
Lilly Singh (2024)

Lilly Singh (* 26. September 1988 in Toronto) ist eine kanadische YouTuberin, Vloggerin, Comedian, Autorin und Schauspielerin. Singh wurde durch ihren YouTube-Kanal IISuperwomanII bekannt, den sie im Oktober 2010 eröffnete. Ihr meistgesehenes Video wurde 31 Millionen Mal angeklickt. Mittlerweile hat sie über 14 Millionen Abonnenten. 2016 wurde sie in das Forbes-Ranking 30 under 30 in der Kategorie Hollywood & Entertainment aufgenommen. 2017 wurde sie mit 10,5 Millionen US-Dollar Einnahmen im Jahr 2017 auf der Forbes-Liste der am meisten verdienenden YouTube-Stars an zehnter Stelle angeführt. Im Jahr 2017 wurde sie von Forbes als die einflussreichste Persönlichkeit in der Kategorie entertainment bezeichnet. Sie gründete im Jahr 2015 den #girllove, eine Kampagne gegen Mobbing von Mädchen.

## Privatleben
Singhs Eltern Malwinder und Sukhwinder Singh stammen ursprünglich aus Punjab in Indien und sind nach Kanada emigriert, wo Singh geboren wurde und mit ihrer älteren Schwester Tina Singh in Scarborough aufwuchs. Sie selbst wollte Rapperin werden, aber ihre Eltern drängten sie zu einem Psychologie-Studium an der Toronto York University. Während dieser Zeit litt sie laut eigenen Angaben an einer Depression, der sie mithilfe ihrer YouTube-Videos entkommen ist. Sie ist laut eigenen Angaben unverheiratet und lebt in Los Angeles, USA. Im Februar 2019 outete sich Singh öffentlich über Social Media als bisexuell.

## Karriere

### YouTube
Im Oktober 2010 startete Singh einen YouTube-Kanal unter dem Pseudonym „IISuperwomanII“. Sie hat erklärt, dass der Name Superwoman durch eine Idee aus ihrer Kindheit inspiriert wurde, die sie glauben ließ, dass sie alles schaffen konnte. Die Punjabi-Kultur wird häufig in ihren Videos dargestellt, die auch satirische Eindrücke vom Alltag und den liebsten Beschwerden der Menschen enthalten.
Ihr erstes YouTube-Video postete Lilly im Jahr 2010 und hatte nur 60 Klicks. Nach ihrem Bachelor-Abschluss in Psychologie an der York-Universität im selben Jahr hätte sie ihre Ausbildung mit einem Master-Studium fortsetzen sollen, aber sie überzeugte ihre Eltern davon, eine Pause zu machen, um ihre YouTube-Karriere zu vertiefen.
Ihr beliebtestes Video ist What Clubbing is Actually like und ihre beliebteste Serie zeigt ihre fiktiven Eltern Paramjeet und Manjeet, beide von Singh selbst gespielt, wie sie auf trendige und kontroverse Videos reagieren. Sie arbeitet auch häufig mit Prominenten zusammen, darunter Sickick, Dwayne Johnson, Selena Gomez, Seth Rogen, James Franco, Kunal Nayyar, Noah Schnapp, Priyanka Chopra, Shay Mitchell, Amber Rose, Steve Aoki, Caleb McLaughlin, Nargis Fakhri, Hasan Minhaj, Phil McGraw, und Madhuri Dixit. Ihr Kanal hat derzeit über 14 Millionen Abonnenten und 3 Milliarden Klicks.

### Musik
Im Juli 2014 veröffentlichte sie in Zusammenarbeit mit ihrem Freund Kanwer Singh (Autor und Rapper), der unter dem Pseudonym „Humble the Poet“ bekannt ist, einen Song mit dem Titel #LEH. Im April 2015 veröffentlichte Singh ein Lied über ihre Heimatstadt Toronto, ebenfalls in Zusammenarbeit mit Humble the Poet mit dem Titel #IVIVI (römische Ziffern für 416, Torontos Ortsvorwahl).
Im selben Jahr nahm sie ein weiteres Lied und Musikvideo mit dem Titel „The Clean Up Anthem“ auf. Dies erfolgte in Zusammenarbeit mit dem kanadischen Künstler Sickick.
Am 8. August 2016 veröffentlichte Singh ein visuelles Musikstück auf YouTube mit dem Titel „Voices“. Das Stück enthält fünf Lieder, die die „Stimmen in ihrem Kopf“ darstellen. Das Stück hat ein Genre von Pop/Modern Hip-Hop. Die Songs enthalten eine Mischung aus Anzeichen von Prahlerei, Angst vor Einsamkeit, Lust, Dummheit und positiven Ansichten, die den globalen Frieden fördern.
Sie erschien auch in Maroon 5's Musikvideo für „Girls Like You“ im Mai 2018.

### Film
Im Jahr 2022 lieh sie Tiffany Fluffit in Die Gangster Gang (The Bad Guys) ihre Stimme.

### Fernsehen
Im März 2019 kündigte NBC an, dass Singh eine neue Late Night Talkshow für das Netzwerk moderieren werde, A Little Late with Lilly Singh, die Last Call with Carson Daly ersetzte. Singh wirkte auch als Executive Producer an der TV-Show mit. Nach zwei Staffeln mit 177 Ausgaben wurde die Show am 3. Juni 2021 eingestellt, da NBC keine Late Night Talk Shows zu dieser Uhrzeit (1:30 Uhr morgens) mehr anbieten wolle. Singh wurde daher von NBCUniversal mit der Entwicklung von neuen Formaten für das Universal Television Alternative Studio beauftragt. Zudem entwickelte sie eine Serie für Netflix.
Von 2022 bis 2024 war sie in 27 Folgen Teil der Jury von Canada's Got Talent.

### Auszeichnungen
Im Jahr 2014 wurde ihr Kanal auf Platz 39 der New 100 Rockstars Top 100 Channels platziert. Im selben Jahr wurde sie für einen Shorty Award und einen Streamy Award nominiert. Im September 2015 nahm das People-Magazin Singh auf seine jährliche „Ones to Watch“ -Liste auf. Lilly erhielt ihren ersten MTV Fandom Award, wurde für zwei Teen Choice Awards nominiert und gewann im selben Jahr ihren ersten Streamy Award. Im Oktober 2016 rangierte sie auf Platz 8 der Forbes-Liste der besten YouTube-Stars der Welt von 2015. Außerdem wurde sie im Fast Company Magazine als die 100 kreativsten Menschen in der Wirtschaft vorgestellt. Das Variety-Magazin erkannte sie als eine der 10 Comics, die 2016 zu sehen waren, und sie wurde beim Just For Laughs Film Festival in Montreal geehrt. Im Juli 2016 gewann sie zwei Teen Choice Awards aus ihren drei Nominierungen. Im Januar 2017 gewann sie einen People’s Choice Award für den Favorite YouTube Star. Im September 2017 gewann Singh ihren vierten Streamy Award. Im November 2017 wurde Lilly Singh auch als Botschafterin für Pantene Shampoo ausgewählt und erhielt eine Partnerschaft mit Calvin Klein.

### Philanthropie
Im Jahr 2017 wurde Lilly Singh zur UNICEF-Botschafterin ernannt, um sich für die Rechte der Kinder einzusetzen. Sie hat eine Kampagne mit dem Namen „GirlLove“ geleitet, die Mädchen dazu aufruft, den Hass von Mädchen zu Mädchen zu beenden. Außerdem hat sie ein „GirlLove“ Rafiki Armband mit der Marke ME to WE kreiert und rund tausend Mädchen zu einer Ausbildung verholfen (auch in Kenia und Indien).
Im Juli 2018 reiste Lilly als UNICEF-Botschafterin nach Südafrika, um die Schülerinnen und Schüler von Grundschulen zu treffen, die sich gegen Mobbing und Gewalt im Klassenzimmer einsetzen.